# Batalhão dos Periquitos
O 3.º Batalhão de Infantaria foi uma divisão militar do Império do Brasil comandada pelo Major José Antônio da Silva Castro. Ele ficou conhecido como Batalhão dos Periquitos, e seu comandante de "Periquitão", devido à presença da cor verde em seus uniformes. O batalhão foi formado durante a Independência da Bahia, em 1822, e sua integração ao Exército do Império do Brasil foi formalizada em 1823.

## Formação
Após as forças portuguesas terem derrotado algumas unidades do exército brasileiro no norte do Império, alguns senhores de engenho juraram lealdade a Dom Pedro I, e o mercenário francês Pierre Labatut foi enviado a Salvador para comandar as forças em nome do Império do Brasil.
Naquela época o batalhão era chamado de Batalhão de Voluntários do Príncipe D. Pedro e era composto por milícias rurais, patriotas e por escravos dos engenhos de proprietários portugueses sem herdeiros brasileiros, sendo que muitos destes escravos foram alistados à força por Labatut. Silva Castro, então alferes na época, ajudou na organização e treinamento dos soldados deste batalhão, o que levou à sua promoção a Major.
Em setembro de 1823, após o fim dos conflitos armados, o exército do qual o batalhão fazia parte teve seus números reduzidos de quinze mil para 2 500 membros, e o batalhão foi formalmente nomeado como o 3.º Batalhão de Infantaria.

## Batalhas
O Batalhão dos Periquitos foi designado para a proteção da Ilha de Maré, na baía de Todos-os-Santos. No dia 22 de novembro de 1822, a caminho de Pituba foram atacados por forças portuguesas. No dia 23 de fevereiro de 1823 participaram de uma batalha em Itapuã, e no dia 23 de abril defenderam a foz do Rio Paraguaçu, onde impediram o desembarque de forças portuguesas.
Os Periquitos foram responsáveis por mais de um mês de conflitos, de 21 de outubro até o início de dezembro. Tomaram a cidade de Salvador com violência e foram apoiados por outros batalhões de negros, assassinando o Governador das Armas coronel Felisberto Gomes Caldeira. Os alvos dos ataques eram os portugueses, os defensores da monarquia e até os comerciantes, afinal parte da população pobre se juntou ao grupo militar para saquear diversos estabelecimentos. É importante lembrar que Salvador, após os movimentos de independência, passa por uma grande crise econômica que se reflete na miséria e no desemprego, e este é o motivo desta revolta ser mais complexa do que as divergências políticas: pesava também a questão social.

## Levante dos Periquitos
De acordo com o historiador Hendrik Kraay, havia uma clara distinção entre o escravo e o soldado, sendo assim, este recrutamento era visto como uma promessa implícita de liberdade. O Conselho Interino na época foi contra o recrutamento de escravos, afirmando que "o general francês empreendera a 'horrorosa' medida de criar um 'Batalhão de negros cativos, crioulos e africanos.'" A tensão racial e de classe se manteve após o fim da guerra, quando os escravos que participaram desta foram libertos, mas permaneceram como soldados do Batalhão dos Periquitos, em Salvador.
Com o anúncio do deslocamento do 3.º Batalhão de Infantaria para o Pernambuco, e de seu comandante, Silva Castro, para o Rio de Janeiro, além do constante atraso no salário dos soldados, em 21 de outubro de 1824 tem início o Levante dos Periquitos. A primeira ação durante o levante foi o assassinato do Governador das Armas, o Coronel Felisberto Gomes Caldeira.
Com o fim do levante, o batalhão foi eliminado e um novo Governador das Armas foi nomeado, o Brigadeiro José Egídio.